# James Planché
James Planché, pseudonimo di James Robinson Planché (Londra, 27 febbraio 1796 – Londra, 30 maggio 1880), è stato uno scrittore e drammaturgo inglese.

## Biografia
James Planché proveniva da una famiglia ugonotta fuggita dalla Francia dopo la revoca dell'editto di Nantes; figlio di un orologiaio, James Planché venne educato in un collegio, dopo di che lavorò presso un libraio.
Entrato a far parte di una compagnia teatrale amatoriale, incominciò a scrivere testi che ottennero un buon successo.
Si sposò con una drammaturga Elizabeth St George, con la quale collaborò nella stesura delle sue opere, fino al 1846, anno della morte della moglie.
Nel corso della sua carriera Planché scrisse svariate opere che anticiparono le commedie musicali e le Savoy Operas, in voga negli ultimi anni dell'Ottocento.
Questi lavori teatrali, definiti come 'extravaganzas', composti sia in versi sia in prosa e impreziositi da elementi coreografici e mimici, risultarono profondamente differenti dai lavori della prima metà dell'Ottocento e si caratterizzarono per una riuscita razionalità di trama.
Non esenti da riferimenti di usi, costumi, eventi politici contemporanei, queste 'extravaganzas' ottennero grandi successi grazie anche alla bravura di artisti quali Charles Mathews e Madame Vestris.
Il nome di Planché è legato per aver scritto, oltre a una settantina di lavori teatrali, una History of British costumes (1834), dato che era un grande appassionato e conoscitore dei costumi delle varie epoche.

## Opere
- Costumes of Shakespeare's King John, &c., 1823–1825;
- Shere Afkun, the first husband of Nourmahal, a legend of Hindoostan, 1823;
- Lays and Legends of the Rhine, 1827;
- Descent of the Danube from Ratisbon to Vienna, 1828;
- A Catalogue of the Collection of Ancient Arms and Armour, the property of Bernard Brocas, with a prefatory notice, 1834;
- History of British Costume from the Earliest Period to the Close of the 18th Century, 1834;
- Regal Records, or a Chronicle of the Coronation of the Queens Regnant of England, 1838;
- The Pursuivant of Arms, or Heraldry founded upon Facts, 1852;
- King Nut Cracker, a fairy tale from the German of A. H. Hoffmann, 1853;
- Fairy Tales by the Countess d'Aulnoy, 1855
- Four-and-twenty Fairy Tales selected from those of Perrault and other popular writers, 1858;
- A Corner of Kent, or some account of the parish of Ash-next-Sandwich, 1864;
- An Introduction to Heraldry by H. Clark, 1866;
- Pieces of Pleasantry for private performance during the Christmas Holidays, 1868;
- The Recollections and Reflections of J. R. Planché (Somerset Herald): a professional biography; in two volumes, 1872;
- William with the Ring, a romance in rhyme, 1873;
- The Conqueror and his Companions, 1874;
- A Cyclopaedia of Costume, or Dictionary of Dress, 1876–1879;
- Suggestions for establishing an English Art Theatre, 1879;
- The Extravaganzas of J. R. Planché, esq., (Somerset Herald) 1825–1871, 1879;
- Songs and Poems, 1881.